# Lakeview North
Lakeview North – jednostka osadnicza w Stanach Zjednoczonych, w stanie Wyoming, w hrabstwie Platte.